# Эрдуран, Рефик
Рефик Эрдуран (тур. Refik Erduran; 13 февраля 1928, Стамбул, Турция — 7 января 2017, Эдирне, Турция) — турецкий драматург, колумнист и писатель.

## Биография
Родился в стамбульском районе Ускюдар в семье Хюсаметтина Эрдурана и его жены Рефики. У него была сестра Лейла. Рано выучил французский язык, поскольку за ним ухаживала няня, которая была этнической француженкой, поэтому он ещё с детства знал французский язык.
После окончания в 1947 году Роберт-колледжа уехал в США, где изучал историю театра в Корнеллском университете. После возвращения в Турцию был призван в армию, служил переводчиком в составе Турецкой бригады.
В 1951 году помог Назыму Хикмету бежать из Турции в СССР.
Похоронен на стамбульском кладбище Зинджирликую.

## Творческая карьера
В 1957 году написал свою первую пьесу «Сумасшедший» (Deli). Затем он написал ещё более тридцати пьес, в основном в жанре комедии и водевиля. Одни из самых известных пьес Рефика Эрдурана — «Килограмм чести» («тур. Bir kilo namus», 1958) и «Велосипед Чингизхана» («тур. Çengiz hanın bisikleti», 1959). В 1965—1985 годах писал для ряда изданий, в том числе Milliyet, Güneş, Meydan и Sabah. Также опубликовал 8 книг.

## Личная жизнь
Был женат четыре раза. Его первой женой была сводная сестра Назыма Хикмета Мельда Кальйонджу, в 1953 году она родила сына Мурата. Этот брак продолжался пять лет. В 1958 году он женился на журналистке Лейле Умар. Через два года супруги развелись, но до 1977 года жили вместе. В 1992 году Рефик Эрдуран женился на Севим Тюлай Гюнгёр, через пять лет супруги развелись. В 1997 году Эрдуран женился на дочери свой третьей жены Пынар Дуйгу (род. 1965). В 1997 году Дуйгу родила сына, в 2002 году — двойняшек. В феврале 2003 года этот брак был аннулирован решением суда.